# آکی‌یاما نوبوتومو
آکی‌یاما نوبوتومو 秋山信友؛ آکییاما توراشیگه (۱۵۳۱ – ۲۳ دسامبر ۱۵۷۵ (سن ۴۴)، یک سامورایی در دوره سنگوکو و یکی از ۲۴ ژنرال تاکدا شینگن بود.
در دسامبر ۱۵۶۸، خاندان تاکدا تهاجم به قلمرو ایماگاوا در ولایت سوروگا (حمله به سوروگا) را آغاز کرد. هنگامی که خاندان تاکدا به سوروگا حمله کرد، آنها پیشنهاد اتحاد به توکوگاوا ایه‌یاسو در ولایت میکاوا دادند، اما طبق گفته میکاوا مونوگاتاری، خاندان توکوگاوا ولایت سوروگا را قلمرو تاکدا و خاندان توتومی را به عنوان قلمرو توکوگاوا می‌دانستند. اعتقاد بر این است که وقتی آکی‌یاما نوبوتومو حمله به توتومی را هدایت کرد، خاندان توکوگاوا به این امر اعتراض کردند. شینگن قول داد که توراشیگه را مجبور به عقب‌نشینی کند، اما اتحاد تاکدا-توکوگاوا پس از این حادثه فروپاشید.